# جبل فيكتوريا

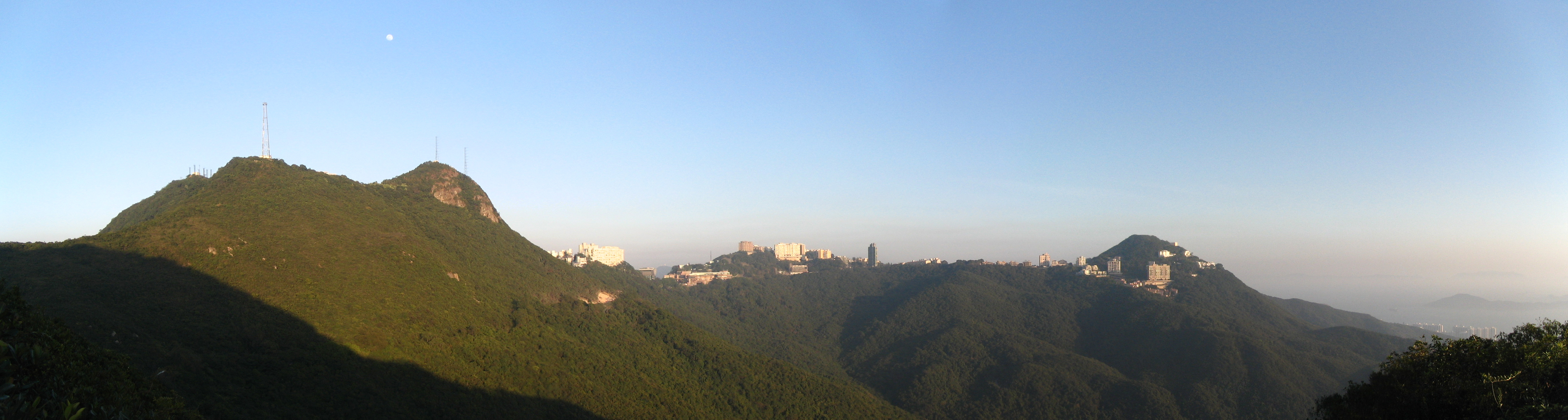
صورة لجبل فيكتوريا

جبل فيكتوريا أو قمة فيكتوريا هو جبل في هونغ كونغ، ومعروف أيضا باسم جبل أوستن وهو يقع في الجزء الغربي من جزيرة هونغ كونغ، مع ارتفاع 552 متر، وهو أعلى جبل في جزيرة هونغ كونغ, ولكن ليس في هونغ كونغ بأكملها فجبل تيمو شان يعتبر الأكبر.
قمة جبل فيكتوريا وضع فيها جهاز كبير للاتصالات السلكية واللاسلكية خاص بالإذاعة وهو مقفل في وجه الجمهور، لكن ما يحيط بالجبل من حدائق يعتبر مصدر جذب قوي للسياح رفقة وسط هونغ كونغ وميناء فيكتوريا والجزر المحيطة بها.

## نبذة تاريخية
في وقت مبكر من القرن 19 اجتذب جبل فيكتوريا العديد من الشخصيات البارزة للإقامة فيه لما له من نظرة رائعة على مستعمرة هونغ كونغ، وللمناخ المعتدل الذي يتمتع به بالقياس ل المناخ الشبه استوائي الطاغي على باقي مناطق الجزيرة، سادس حاكم لـ هونغ كونغ قضى العطلة الصيفية لسنة 1868 بقمة الجبل، وبنيت بعدها العديد من المنازل على محيط الجبل.
أصحاب هذه المنازل كانوا يعانون من الصعود والهبوط الحاد الذي كانت تشوبه العديد من الأخطار فتم بناء أول سكة حديد معلقة في جبل فكتوريا سنة 1888.
بعد افتتاح السكة الحديدية المعلقة زاد الطلبات لافتتاح منازل على الجبل، حيث تم بناء بين سنتي 1904 و1930 منطقة سكنية في الجبل مخصصة للأوروبيين والمسؤولين الحكوميين.

## السياحة
يستقبل 7 ملايين زائر سنويا، يعتبر جبل فكتوريا واحدا من أكبر مناطق جذب السياح في هونغ كونغ، حيث يمكن أن تجد فيه نظرة مذهلة للمدينة والمرافئ الموجودة في هونغ كونغ، فافتتح فيه مركز للتسوق، إضافة لمركز البرج ومركز غاليريا متاخمين لبعضهما البعض.
مركز البرج يتوفر على محطة ترام (سكة حديدية معلقة) حيث يجتمع في هذا المركز القادمين من هونغ كونغ والمقاطعات الوسطى، بينما مركز غاليريا مخصص للحافلات، ويمكن لك الوصول للجبل من دون هذين المركزين وذلك عبر سيارات الأجرة وحتى السيارات الخاصة عبر طرق ملتوية وحادة، ويمكن أن تصل له عبر الأقدام في الطريق القديمة مرورا على حدة حدائق.
حديقة جبل فيكتوريا تقع في موقع جبل لودج وهو موجود في أقرب مكان للقمة وهو مكان للاستراحة حيث تصل إاليه بعد 150 متر صعودا لجبل فيكتوريا.

## وصلات خارجية
- نسخة محفوظة 3 أغسطس 2009 على موقع واي باك مشين.